# Чигболу, Мария Бенедикта
Мария Бенедикта Чигболу (итал. Maria Benedicta Chigbolu; род. 27 июля 1989, Рим, Италия) — итальянская легкоатлетка, специализирующаяся в беге на 400 метров. Бронзовый призёр чемпионата Европы 2016 года в эстафете 4×400 метров. Шестикратная чемпионка Италии. Участница летних Олимпийских игр 2016 года.

## Биография
Мария — одна из шести детей в семье международного консультанта из Нигерии Августина Чигболу и преподавателя религии Паолы. Её дедушка по отцовской линии, Джулиус Чигболу, участвовал в Олимпийских играх 1956 года в прыжке в высоту и занял девятое место в финале, а после был президентом Федерации лёгкой атлетики Нигерии.
Начала заниматься лёгкой атлетикой в 16 лет по совету школьного учителя, отметившего её незаурядные физические качества. В сборную Италии впервые попала в 2013 году, и на дебютном же старте стала чемпионкой Средиземноморских игр в эстафете 4×400 метров и серебряным призёром в беге на 400 метров (с личным рекордом 52,66).
Участвовала в двух чемпионатах мира: оба раза бежала в эстафете в предварительных забегах, а в беге на 400 метров в 2015 году не смогла пройти дальше первого раунда соревнований.
В 2016 году завоевала бронзовую медаль чемпионата Европы в эстафете 4×400 метров, внеся свой вклад на первом этапе.
На Олимпийских играх в Рио-де-Жанейро вместе с командой установила новый рекорд страны (3.25,16) и вышла в финал эстафеты, где итальянские девушки заняли шестое место. В личном беге на 400 метров заняла третье место в своём забеге и не пробилась в полуфинал.

## Основные результаты
| Год  | Турнир                       | Место проведения          | Дисциплина       | Место       | Результат |
| ---- | ---------------------------- | ------------------------- | ---------------- | ----------- | --------- |
| 2013 | Командный чемпионат Европы   | Гейтсхед, Великобритания  | эстафета 4×400 м | 8-е         | 3.35,26   |
| 2013 | Чемпионат мира               | Москва, Россия            | эстафета 4×400 м | 6-е (заб.)  | 3.29,62   |
| 2014 | Чемпионат Европы             | Цюрих, Швейцария          | эстафета 4×400 м | 7-е (заб.)  | 3.31,31   |
| 2015 | Чемпионат Европы в помещении | Прага, Чехия              | 400 м            | 21-е (заб.) | 54,17     |
| 2015 | Чемпионат мира по эстафетам  | Нассау, Багамские Острова | эстафета 4×400 м | — (заб.)    | DQ        |
| 2015 | Чемпионат мира               | Пекин, Китай              | 400 м            | 35-е (заб.) | 52,48     |
| 2015 | Чемпионат мира               | Пекин, Китай              | эстафета 4×400 м | 9-е (заб.)  | 3.27,07   |
| 2016 | Чемпионат Европы             | Амстердам, Нидерланды     | 400 м            | 16-е (1/2)  | 52,69     |
| 2016 | Чемпионат Европы             | Амстердам, Нидерланды     | эстафета 4×400 м | 3-е         | 3.27,49   |
| 2016 | Олимпийские игры             | Рио-де-Жанейро, Бразилия  | 400 м            | 26-е (заб.) | 52,06     |
| 2016 | Олимпийские игры             | Рио-де-Жанейро, Бразилия  | эстафета 4×400 м | 6-е         | 3.27,05   |